# NGC 4806
NGC 4806 (również PGC 44116) – galaktyka spiralna z poprzeczką (SBc), znajdująca się w gwiazdozbiorze Hydry. Odkrył ją John Herschel 30 marca 1835 roku.
W galaktyce tej zaobserwowano supernową SN 2011fh.